# Силикашвили, Зиноби Андреевич
Зиноби Андреевич Силикашвили (Зиновий Силиков) (груз. ზინობი სილიკაშვილი; 1891, Варташен — 16 октября 1938, Тбилиси) — грузинский общественный деятель удинского происхождения, первый лидер грузинской удинской общины и основатель села Зинобиани в Кварельском муниципалитете Грузии. Жертва Большого террора.

## Биография

### Ранние годы
Родился в 1891 году в селе Варташен (ныне Огуз, Азербайджан) Нухинского уезда в семье Андриа Силикова и Мариам Джеирановой. Семья Силиковых была состоятельной и уважаемой частью местной удинской общины, владела шелковыми фабриками, землями и другой собственностью в Варташене и его окрестностях. Предок Зиноби, Пётр Силиков, основал церковь Святого Елисея в 1822 году. Зиноби Силикашвили получил образование в Тифлисской духовной семинарии, которую окончил в 1911 году. Около 1917 года он отправился в Россию. К 1920 году учился в Московском коммерческом институте, где был кандидатом наук. В том же году Силикашвили способствовал освобождению 160 грузинских купцов из российских тюрем, обеспечил их подводой, пропуском и вернул в Грузию.

Зиноби Силикашвили (в студенческие годы)

### Основание Зинобиани
Армяно-азербайджанская война 1918—1920 годов поставила небольшую удинскую общину Варташена в крайне опасное положение. Многие удинские мужчины погибли в конфликте, так как удины часто принимались за армян. Среди жертв преследований оказался и дядя Зиноби, местный священник Николай Силиков. В этих условиях Силикашвили, вернувшийся на родину, решил сначала перевезти своих родственников, а затем, по настоянию местных жителей, переселить значительную часть варташенских удинов в Грузию. Переселившаяся община основала в 1922 году село, получившее в 1923 году название Зинобиани (груз. ზინობიანი) в честь их лидера.

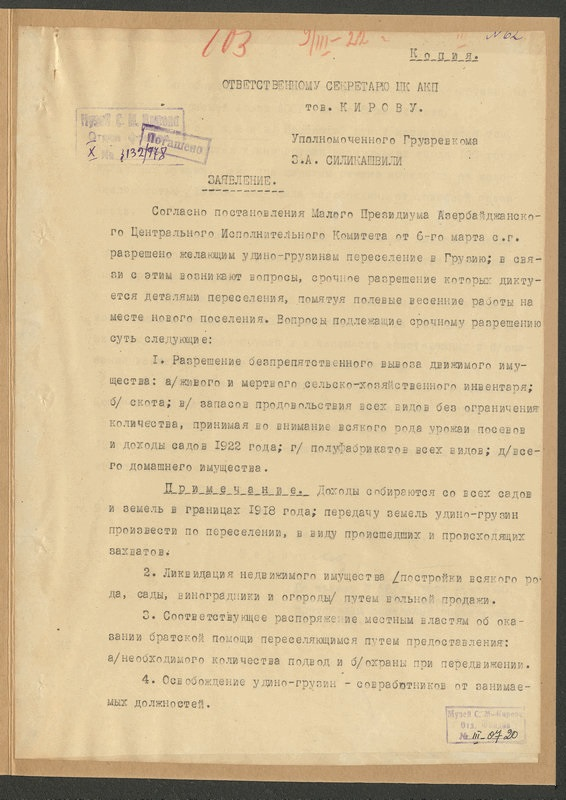
Заявление Уполномоченного Грузревкома З. А. Силикашвили от 9 марта 1922 года Ответственному Секретарю ЦК АКП тов. Кирову по вопросу о переселении удино-грузин в Грузию.

Зиноби Силикашвили с женой (Надежда Антипова) и дочерью

Под руководством и при содействии Силикашвили в селе постепенно были открыты несколько фабрик, медпункт Красного Креста, школа, почта, кооператив. Также была устроена баня на серных источниках близ села.
Вскоре после переселения удинов в Грузию Зиноби Силикашвили возглавил создание Грузинско-Удинского общества, первое организационное собрание которого состоялось 25 марта 1923 года. В этот день Зиноби Силикашвили обратился к общине, поблагодарив грузин за поддержку и призвав их «внести вклад в это великое дело и помочь своим новым товарищам».

### Последние годы и гибель
В 1933—1934 годах была создана «Постоянная комиссия по изучению удинского языка» для работы над публикацией грамматики и словаря удинского языка. В комиссию вошли: Зиноби Силикашвили, Александр Аджиашвили (удин из Зинобиани), братья Михаил и Теодор Джеиранашвили (удины из Зинобиани), Ворошил Гукасян (удин из Ниджа) и Давид Карбелашвили (грузинский лингвист).
В 1938 году Зиноби Силикашвили стал жертвой «Большого террора». В материалах дела утверждалось, что он был беспартийным, арестован как член правой организации, занимался активной подрывной деятельностью и знал о подготовке теракта против власти.
На момент ареста работал в Народном комиссариате коммунального хозяйства Грузинской ССР. 11 октября 1938 года состоялось заседание тройки при НКВД Грузинской ССР, на котором Силикашвили был приговорён к высшей мере наказания — расстрелу с конфискацией личного имущества. Приговор был приведён в исполнение 16 октября 1938 года в Тбилиси. Семья была лишена личного имущества, включая дом в районе Ваке в Тбилиси. После его расстрела село Зинобиани было переименовано в Октомбери (груз. ოქტომბერი, «Октябрьское»).
Оставил жену Надежду Антипову и двоих детей: Андро (Андриа) и Лейлу. Реабилитирован решением Военного трибунала Закавказского военного округа 21 февраля 1956 года. Историческое название села Зинобиани было восстановлено в 2010 году.